# Палиска Микола Йосипович
Микола Осипович Палиска (рос. Николай Осипович Палыска; нар. 1 липня 1912, Севастополь, Таврійська губернія, Російська імперія — пом. 25 січня 1970, Москва, СРСР) — радянський футболіст та тренер, захисник.

## Життєпис
Виступав у радянських командах «Динамо» (Севастополь), «Будівельник» (Севастополь), «Динамо» (Свердловськ), збірній Чорноморського флоту, «Інфізкульт» (Москва), «Спартак» (Москва), «Металург» (Москва), «Динамо» (Москва), ЦБЧА, «Харчовик» (Москва), «Локомотив» (Москва) та «Метробуд» (Москва).
Після завершення кар'єри гравця займався тренерською діяльністю. Головний тренер клубів «Динамо» (Володимир) (1949), «Локомотив»/«Червоній Зірці» (Петрозаводськ) (1950, 1952), «Шахтар» (Караганда) (1960), «Локомотив» (Челябінськ) (січень-травень 1964), «Прапор» (Ногінськ) (1965).
Тренер «Локомотив-клубна» (Москва) (1951, 1953-1956), «Трудові резерви» (Москва) (1957-1958), ДЮСШ «Вимпел» (Калінінград, Московська область) (1961-1963).

## Досягнення
- Чемпіонат СРСР
  -  Чемпіон (1): 1940
  -  Срібний призер (2): 1937, 1945
  -  Бронзовий призер (2): 1938, 1939

- Кубок СРСР
  -  Фіналіст (1): 1945